# HUNGRY JOKER
『HUNGRY JOKER』（ハングリージョーカー）は、田畠裕基による日本の漫画作品。2011年、第7回金未来杯受賞作。『週刊少年ジャンプ』（集英社）2012年50号から2013年24号まで連載された。話数カウントは「case.○○」。

## あらすじ
過去の記憶を失った天才科学者の少年・ハイジは、「大量の光る死体と黒いリンゴ」という唯一の記憶を手掛かりに、自分の過去を追っていた。そんなある日、自分の記憶の中の「黒いリンゴ」が、適合した者に能力を与える超常物質「エウレカ」のうちの1つ、「ニュートンのリンゴ」であることを知る。そして、ハイジは自分の過去を解き明かす旅を続けるうちに、世界の滅亡を目論む、生まれながらのエウレカの適合者集団「黒い軍神」との戦いに巻き込まれていく。

## 登場人物

### 主要人物
ハイジ
本作の主人公。一人称は「オレ」。周囲からは"謎の天才少年科学者"と呼ばれているが、興味を持つものには真っ先に手を出して解明しようとする変人。幼少期からの記憶が無く、その手がかりであろう黒いリンゴと光る死体を追っている。ある事件を切っ掛けとして「エウレカ」の事を知り、助手の鳥井大路を連れて解明に乗り出す。
鳥井大路に関しては、助手として低すぎる能力や普段のドジを酷評しているものの、何もなかった自分から新しい自分を見つける切っ掛けをくれた人間として全幅の信頼を寄せている。戦闘時でも彼女を守ることを優先している。
ニュートンのリンゴ
歪な笑顔が特徴の林檎。摂取する事で使用者に重力操作の能力を与える。使用すると眼球にリンゴと同じ歪な笑顔の模様が浮かぶ。
鳥井大路千歳
本作のヒロイン。ハイジの研究所に助手のバイトとして来た女性で、常に眼鏡をかけている。スタイルが良いものの、普段から何もない所でこけるドジッ娘。ハイジの元でバイトをしていた事でエウレカが引き起こす事件に巻き込まれていく。当初ハイジからは、「山田」などのシンプルな名字で呼ばれる事が多かった。

### ホワイトジョーカー
アラン・ブラックマン
ホワイトジョーカーに所属するエウレカの適合者。普段は王英博物館の警備員で「ピタゴラスの金槌」を監視している。長身で無精ヒゲを生やしている。聴覚が常人よりも発達している為、普段からヘッドホンをしている。口癖は「黙れ、殺すぞ」。外見ではおくびにも出さないが、実はかなりのビビりである。
ピタゴラスの金槌
古代において大工が使い、この音を聞いたピタゴラスが音階を発見したとされる金鎚。使用者を音響兵器に変える能力を持つ。普段から王英博物館に飾っているのはフェイク。使用すると眼球に正三角形の模様が浮かぶ。
ミラ・カルディコット
ホワイトジョーカーに所属する天真爛漫で常に笑顔を絶やさない明るい性格で、ハイジを「ホワイトジョーカー」に勧誘した人物。アラン・ブラックマンの助手を務めている。「ピタゴラスの金槌」の音波を浴び続けるという危険な実験を自ら繰り返した結果、金槌の出す音波を自身の体を経由させて変調し、聞いた者の肉体の分子を活性化させて傷を治す、ということができるようになった。
ヴィヴィアン＝ブランシャール
ホワイトジョーカーに所属する「鋼鉄の女」の異名を持つ少女。18歳と若いが、6年前の事故で体内に埋め込まれた「シュメールのルビー」の力によって全てを失いながらも、失ったものを取り戻すため努力と研鑽を欠かさない努力家。本人は自分のエウレカ発動状態の姿をよく思っておらず、その姿を醜いとして両親に捨てられた過去から初対面の人間に対しては能力使用中の姿を見られないようにしている。理由は不明だが、アランは二度と組みたくないと考えていた。
霧の迷宮における事件でハイジ達と合流し、当初は自分の能力を偽り彼らに見せまいとしていたが、嘘をついて能力を直に見たハイジに「美しい」と称され、さらには千歳にも「かっこいい」と評され徐々に彼らと打ち解けていく。
シュメールのルビー
世界最古の合金であるシュメール文明の青銅を作る際に使われたルビーの鋳型。金属を操る能力を持つが、人体と融合することで力を発揮する。金属を身体に生成しそれを刃のように使う。また触れた相手を金属アレルギーにすることもでき、経皮毒を無効化することも可能。

### 黒い軍神（マブロ）
キルド
ハイジによく似た仮面をかぶった少年。「メンデルのエンドウ」の保持者。自身を神と自負し、人間を実験材料としか思っていない。ハイジがエウレカに関わる事になった事件の首謀者。
メンデルのエンドウ
肉体を（生死を問わず）異常進化させる能力を持つ。何粒か摂取させることで更に変異させる事が出来る。キルド自身にも使用可能。使用すると眼球にエンドウと同じ形の模様が浮かぶ。
ラギンス
ホワイトジョーカーの地下基地を襲撃したマブロ。人間をゴミとしか思っていない。電気を操る「タレスの琥珀」の適合者。放電はもちろん肉体に電気の負荷をかけて驚異的な身体能力を発揮することも可能。
タレスの琥珀
古代ギリシアにおける最古の自然哲学者・タレスがこの棒を毛皮でこすったことで静電気、電気を発見したとされる琥珀の棒。使用者に電気を操る力を与える。
ロザリー
キルドに招集をかけた女性。特徴的な髪形と黒いドレスが特徴。
ドドメキス
フランス・ケルシー地方に出現したマブロ。男を嫌い女を好み、毒を操るエウレカ「クラーレの嘴」の力で何人もの女性を神経毒で決められた動きしかできないようにしメイドとして自宅に連れ去っている。
クラーレの嘴
原住民インディオがクラーレと呼ばれる矢毒を生み出す元となったエウレカ。紐につながった鳥の嘴のような形をし、それを身体に突き刺すことで毒を操れるようになる。
ナシャス
ハイジとよく似た顔を持つ薄笑いを浮かべた男性。ハイジの腹違いの兄であり、何らかのエウレカの効果を用いて空間を操る力を持つ。

### その他の登場人物
ニルスの祖母
本名不明。典型的な魔女っぽい服装をした老婆。フランスのケルシー地方に住み、彼女の周りに奇妙な現象が怒るため魔女と呼ばれるようになった。彼女の家系に代々伝わるアイオロスの球の適合者。
エウレカを奪取するためにやってきたドドメキスに殺害されるが、最後の力で霧の迷宮を作り出し、彼を閉じ込めていた。

## 読み切り版
『週刊少年ジャンプ』2011年37号に掲載。金未来杯No.5。

## 書誌情報
- 田畠裕基 『HUNGRY JOKER』 集英社〈ジャンプ・コミックス〉、全3巻
  1. 「発見の果実」2013年4月9日第1刷発行（4月9日発売[集 1]）、ISBN 978-4-08-870723-5
  2. 「邂逅」2013年6月8日第1刷発行（6月8日発売[集 2]）、ISBN 978-4-08-870763-1
  3. 「ハイジ」2013年7月4日第1刷発行（7月4日発売[集 3]）、ISBN 978-4-08-870772-3